# Округ Стенли (Јужна Дакота)
Округ Стенли (енгл. Stanley County) је округ у америчкој савезној држави Јужна Дакота.

## Демографија
По попису из 2010. године број становника је 2.966, што је 194 (7,0%) становника више него 2000. године.
| Група             | 2000.         | 2010.         |
| Белци             | 2.575 (92,9%) | 2.656 (89,5%) |
| Афроамериканци    | 5 (0,2%)      | 9 (0,3%)      |
| Азијати           | 8 (0,3%)      | 4 (0,1%)      |
| Хиспаноамериканци | 12 (0,4%)     | 21 (0,7%)     |
| Укупно            | 2.772         | 2.966         |